# Mějte naději
Mějte naději (v originále Wir heißen euch hoffen) je román rakouského spisovatele J. M. Simmela z roku 1980.

## Děj
Je odpoledne 23. února 1979, 16 hodin a 45 minut a ocitáme se v bytě nositele Nobelovy ceny pana doktora Adriana Lindhouta. Drží v ruce pistoli a chystá se zastřelit, ale jeho plán zmařil telefonát. Volal mu kaplan Haberland, že Lindhout před 35 lety zabil člověka a že za ním kaplan přijde.
Lindhout začal vzpomínat. Jeho myšlenky ho přivedly do Vídně roku 1944. Lindhout se dostal do podnájmu bláznivé slečny Philline. Slečna Philine trpí utkvělou představou, že Lindhout je nepřítel a nenávidí ho, protože je protestant. A když je svědkem vraždy, kterou Lindhout spáchal, je šílenstvím bez sebe. Napíše dopis kaplanovi Haberlandovi, který momentálně pracuje u gestapa, že z Lindhouta má strach. Plná úlevy hodila dopis do schránky a šla se schovat do krytu, protože začal nálet. A tak ji také našli: mrtvou a s úsměvem na rtech. A dopis, který hodila do schránky, se objevil až po pětatřiceti letech.
Válka skončila a Lindhout dostal místo muže, kterého zastřelil. ale když našli tělo tohoto mrtvého muže pod sutinami domu, který se toho dne zřítil a pohřbil ho, prokázalo se, že byl zavražděn. Samozřejmě, že podezření padlo na Lindhouta. Ale dle příkazů z vyšších míst byl osvobozen.
Na to se do života Lindhouta dostala žena. Jmenuje se Georgia a je doktorkou v armádě. Lindhout se do ní zamiluje a pak se i s Truus, o kterou se Lindhout stará, přestěhuje do Ameriky, aby mohl v klidu pracovat na svém výzkumu.
Lindhout je šťastný. Má ženu, kterou miluje a ona miluje jeho. Ale štěstí se od nich odvrátilo. Lindhout začal Georgii podezírat, že ho podvádí, a když zjistil, že je to pravda, vyčetl jí to. Jeho žena tohle obvinění nesnesla, nasedla do auta a i s autem sjela do jezera. Lindhout byl zoufalý, obviňoval jejího milence, že zemřela. Jenžel Lindhout nevěděl, že Georgia byla vážně nemocná, že se to snažila skrývat. Léčil ji onen údajný milenec a Lindhout ho tak neprávem obvinil.
Po její smrti byl pozván do Evropy, aby přednášel o své práci. O několik měsíců se vrací zpátky do Ameriky. Je nešťastný a pak ho na okamžik zasáhlo štěstí. Truus. Jeho malá Truus, která už není malá. Je z ní dospělá krásná žena a která ho už miluje od dětství. Vrátila Lindhoutovi život a díky ní jako byl omládl. Ale dlouho to nevydrželo, protože ho Truus podvádí, přestože Lindhouta miluje. Truus nakonec odjíždí do Berlína za svým dávným přítelem z dětství Claudiem, slavným hercem. Oba se milují, ale oba je také potká smůla. Claudio byl řízením osudu na nesprávném místě v nesprávnou dobu. Přejelo ho auto. Po Claudiově smrti Truus zůstala v Německu, ale s Lindhoutem jsou neustále v kontaktu. Lindhout zatím dosáhl vrcholu své práce: našel lék, který je silnější než morfin a heroin, ale nezpůsobuje závislost.
A zatímco on bohuje proti heroinu, jeho Truus heroinu propadla. A jednoho dne si dala smrtelnou dávku. Lindhout po její smrti odjíždí z Ameriky do Vídně, aby zde prožil poslední roky a dny svého života. A ten den přišel.
Lindhout, kterého navštívil kaplan Haberland, se zastřelil.